# Servius Sulpicius Galba (Prätor 187 v. Chr.)
Servius Sulpicius Galba entstammte dem römischen Patriziergeschlecht der Sulpicier und war 187 v. Chr. Stadtprätor. Später strebte er mehrmals vergeblich das Konsulat an.

## Leben
Servius Sulpicius Galba könnte nach der Vermutung des Althistorikers Friedrich Münzer entweder ein Sohn des gleichnamigen Pontifex  oder des zweimaligen Konsuls Publius Sulpicius Galba Maximus gewesen sein.
Das erste bekannte Amt von Galbas cursus honorum ist seine kurulische Ädilität, die er 189 v. Chr. bekleidete. Gemeinsam mit seinem Kollegen Publius Claudius Pulcher verhängte er Geldbußen wegen überhöhter Getreidepreise und stiftete mit den dabei eingenommenen Finanzmitteln zwölf vergoldete Schilde für einen Tempel des Herkules. Zwei Jahre später, 187 v. Chr., amtierte er als Praetor urbanus. In dieser Eigenschaft führte er anstelle der abwesenden Konsuln den Vorsitz bei mehreren Sitzungen des Senats. Außerdem unterstützte er die Forderung des Marcus Fulvius Nobilior nach einem Triumph.
In der Folgezeit bewarb sich Galba viermal vergeblich um das höchste Staatsamt. Einen ersten diesbezüglichen Versuch unternahm er bei den Wahlen für das Konsulat für 185 v. Chr., zog dabei aber gegen einen Mitbewerber, Appius Claudius Pulcher, den Kürzeren. Bei der Kandidatur für das Konsulat des nächsten Jahres 184 v. Chr. war Galbas ehemaliger Kollege in der Ädilität, Publius Claudius Pulcher, erfolgreicher, weil dieser von seinem Bruder, dem vorjährigen Konsul Appius Claudius Pulcher, unterstützt wurde. Schließlich musste Galba auch bei den Wahlen für 183 bzw. 182 v. Chr. hinter Quintus Fabius Labeo bzw. Lucius Aemilius Paullus Macedonicus zurückstehen. Damit waren seine Bemühungen, zum Konsul aufzusteigen, gescheitert.
Galba dürfte mit dem vom Redner Cicero als Servius Galba titulierten Freund und Nachbarn des römischen Dichters Quintus Ennius identisch sein.
Ein Sohn Galbas war wahrscheinlich der gleichnamige Konsul von 144 v. Chr., der damit eine erfolgreichere Laufbahn als sein Vater einschlagen konnte.